# Mislav (hrvaški knez)
Mislav ali Mojslav (v virih je njegovo latinizirano ime sklanjano kot Mislavo ali kot Muisclavo), * ?, † 845, je bil knez (ban?) med Slovani v Dalmaciji in obenem frankovski vazal. 
Mislav je vladal v deželi, ki čez nekaj desetletij tudi v tujih virih dobi uradno ime Hrvaška. Mislav je splitski cerkvi daroval vas Putal s cerkvijo Sv. Jurija in svojo prestolnico prenesel iz Nina v Klis. Frankovski in bizantinski vpliv na Mislavove Slovane je bil oslabljen zaradi notranjih razmer v frankovski oziroma bizantinski državi. V tem času se je zelo razmahnilo piratstvo Slovanov po Jadranskem morju, zaradi česar je plutje postalo nevarno tudi ob italijanski obali,  ogroženi pa so bili interesi Benečenov in celo Frankov. Obstaja možnost, da se je Mislav celo znebil nadoblasti Frankov.  Zaradi tega je leta 839 dož Pietro Tradonico sprožil vojno proti Slovanom.  Vojaški posegi  Benečanov  proti slovanskemu piratstvu so v letih 839-840 dosegli le zmerne uspehe; leta 839 je moral beneški dož skleniti mir z Mislavom, takoj nato pa tudi z neretljanskim knezom Družakom in po ponovni bojni akciji še z neretljanskim knezom Ljudislavom. Benečani  pa so se morali že leta 840 soočiti tudi s pomorskimi vpadi muslimanskih Saracenov, ki jih je imel dož Pietro Tradonico za večjo nevarnost od slovanskih gusarjev. Ne glede na to je bila Mislavova država v tem času obkrožena s sovražnimi silami, kar je oteževalo politični razvoj.